# LZH
Formato de compactação de arquivos criado por Haruyasu Yoshizaki no Japão em 1988 e se tornou o principal programa para compactação no Japão. Atualmente é oferecido para usuários do Windows XP no Japão um add-on para compactar pastas pelo Explorer. A versão em japonês do Windows 7 já vem por padrão este add-on. É suportado pelo Winrar somente para descompactação.